# Iringa
Iringa es una ciudad de Tanzania, situada a una latitud de 7.77°S y a una longitud de 35.69°E. Según el censo de 2012, cuenta con una población urbana de 151.345 habitantes. Su nombre deriva del término lilinga, que en el idioma hehe significa fuerte, lo que encaja bien con el pasado de la ciudad, ya que el ejército alemán utilizó Iringa como base contra la revuelta hehe encabezada por Mtwa Mkwawa en la década de 1890.
Iringa es la capital administrativa de la región de Iringa. Cuenta con numerosas industrias de manufacturas y alimentarias. La mayor parte de la electricidad que consume procede de la cercana presa Mtera. Iringa es un centro de transportes secundario, pero cuenta con servicios regulares de autobús hacia Dar es Salaam, Mbeya, Songea, y Dodoma.

## Geografía
La ciudad se ha desarrollado sobre los alto de una colina que domina la cuenca del río Ruaha, al sur, y se extiende hacia el norte entre valles y cimas de montañas. En este contexto, no es de extrañar que los alrededores de la ciudad se encuentren a más de 1550 metros sobre el nivel del mar.
Las temperaturas más bajas se dan en los meses de junio, julio y agosto, época en la que puede llegar a helar.
La Tanzam Highway, la autovía que desde comienzos de la década de 1970 conecta Dar es-Salam con Zambia, pasa muy cerca de Iringa, por el valle que se encuentra a sus pies. La distancia con Dar es-Salam, la principal ciudad de Tanzania, es de 502 km. y se puede llegar a ella vía Morogoro.

## Historia y lugares de interés
A 20 km al suroeste de Iringa se encuentra Isimila, un yacimiento de la Edad de Piedra, en el que se han encontrado restos de 70.000 años de antigüedad.
En la última década del siglo XIX, Iringa era la capital del pueblo hehe, cuyo dominio se extendía sobre gran parte del territorio circundante. La ciudad hehe no se hallaba exactamente en donde hoy se emplaza el centro de Iringa, sino en lo que en la actualidad es la vecina localidad de Kalenga. Tras la estrepitosa derrota de la revuelta hehe, liderada por Mtwa Mkwawa, los alemanes destruyeron la ciudad hehe y construyeron una base militar, ' Neu Iringa', que será la que dé lugar a la actual Iringa. Con esta acción, perseguían vengar la muerte de su comandante, Emil Von Zelewski, y terminar de imponer su autoridad entre la población local. En la actualidad, en Kalenga, pueden verse los restos del antiguo fuerte hehe, y en el Museo de Historia de Kalenga se custodia el cráneo de Mtwa Mkwawa, que no fue devuelto por los alemanes hasta 1954.

## Educación
En Iringa hay varias instituciones de educación superior, entre las cuales destacan la Universidad Tumaini, rebautizada en la actualidad como Iringa University College; el Mkwawa University College of Education, dependiente de la Universidad de Dar es-Salam; y el Ruaha University College, una institución católica, dependiente de la Saint Augustine University of Tanzania. Entre las escuelas de enseñanza media más importantes de la ciudad, cabe mencionar el Instituto Tosamaganga y la Escuela de Secundaria Ruaha.

## Artesanía
Iringa es conocida por sus cestos, tejidos con juncos locales, que se comercializan en toda Tanzania y que incluso llegan a exportarse al extranjero. En 2003, la diócesis de Ruaha fundó el Centro de Artesanía Neema, conocido en inglés como Neema Crafts Centre, que enseña a personas con discapacidad las técnicas artesanales tradicionales, brindándoles así un empleo y, con ello, oportunidades para integrarse en la sociedad y vencer el estigma que la discapacidad todavía suele llevar aparejada en Tanzania.

## Medios de comunicación

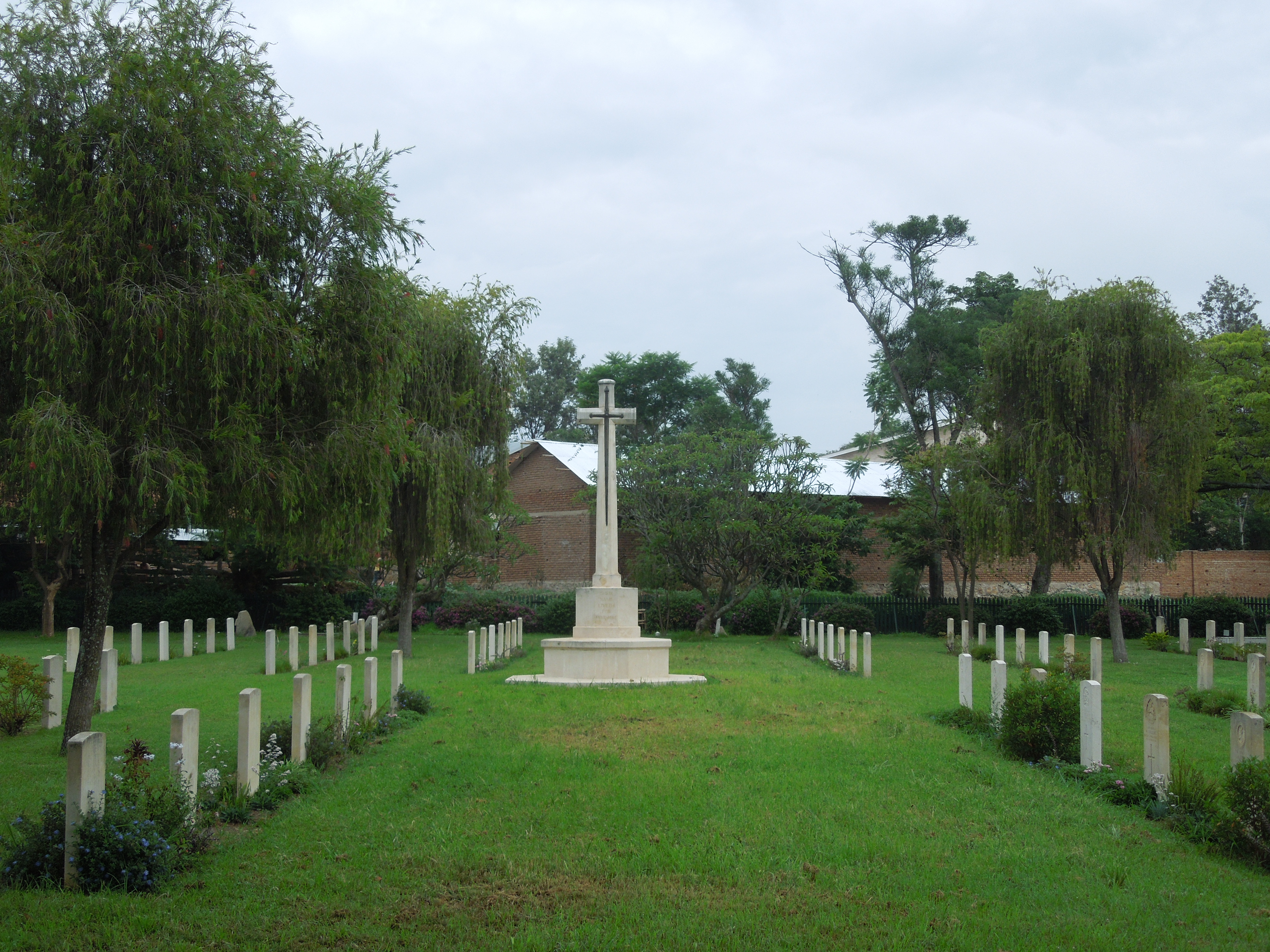
Cementerio Militar de la Commonwealth en Iringa

El municipio de Iringa tiene seis emisorias de radio FM y una de televisión. Las radios son Trap Gang Radio, Ebony FM, Country FM y Nuru FM (radios comerciales y con programas juveniles de entretenimiento), Over comers Radio y Radio Furaha (radios cristianas), Kibra Ten Radio (radio islámica). Hay también otras estaciones de radio en la región de Iringa, como la radio comunitaria Kituro, en Makete, y la estación de FM en Njombe.
La Televisión Municipal de Iringa es una cadena generalista, con programas dedicados a todas las franjas de edad.